# チャーチルダウンズ競馬場
チャーチルダウンズ競馬場（チャーチルダウンズけいばじょう、Churchill Downs）は、アメリカ・ケンタッキー州ルイビルにある競馬場。ケンタッキーダービーが行われることで知られる。

## コース形態
コースは楕円形で、ダートコースは1周1マイル（約1609メートル）、ゴールまでの直線1.87ハロン（約376メートル）、第2コーナーにポケットがあり1マイルの競走まではこのコースを使用。芝コースはその内側にあり、1周7ハロン（約1408メートル）。
アメリカの競馬場の中ではゴールまでの直線が比較的長い事が特徴とされている。

## 主要競走
以下は2025年に行われる主要グレード競走。
G1
- ケンタッキーダービー
- ケンタッキーオークス
- オールドフォレスター・ターフクラシックステークス
- ヒューマナディスタフステークス（2020年からダービーシティディスタフステークスに改名）
- スティーブンフォスターハンデキャップ
- ラトロワンヌステークス
- チャーチルダウンズステークス
- アメリカンターフステークス（2025年よりG1に昇格[1]）

G2
- アリシーバステークス
- チャーチルダウンズディスタフマイルステークス
- エイトベルズステークス
- フォールズシティハンデキャップ
- フルードリスハンデキャップ
- ゴールデンロッドステークス
- ケンタッキージョッキークラブステークス
- ミセスリヴェラステークス
- クラークステークス
- ツインスパイアーズターフスプリントステークス
- ワイズダンステークス

G3
- アックアックハンデキャップ
- バシュフォードマナーステークス
- カーディナルハンデキャップ
- チルッキステークス
- コモンウェルスターフステークス
- エッジウッドステークス
- ルイビルステークス
- ルーカスクラシックステークス
- マットウィンステークス
- ミントジュレップステークス
- パットデイマイルステークス
- リグレットステークス
- リバーシティハンデキャップ
- ウイニングカラーズステークス

LR
- アメリカンダービー

## 歴史

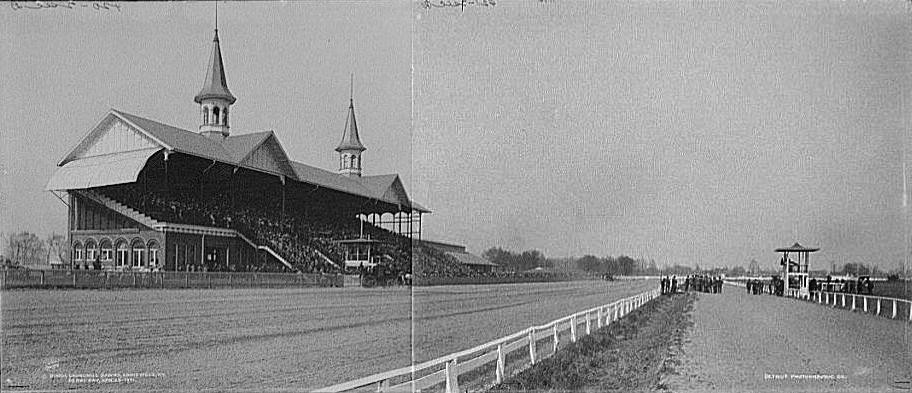
1901年当時のチャーチルダウンズ競馬場

チャーチルダウンズのあるルイビルでの競馬の歴史は競馬場建設より古く、1783年にダウンタウンの街路で草競馬が行われ、その後1789年にはルイビルで最初の競馬場が建設された。一方で事業としての競馬場運営はうまく成立せず、チャーチルダウンズ建設より少し前の1870年にはウッドローン競馬場が潰れたばかりであった。
1872年、ルイビルの競走馬生産者はこの状況に、ルイス・クラーク探検隊のウィリアム・クラークの孫であるメリウェザー・ルイス・クラーク・ジュニアに競馬場の建設と運営を依頼した。クラークは新しい競馬場を建設するにあたってまずヨーロッパを視察し、イギリスのダービーステークスなどの大競走、フランスでの馬券投票システムなどを学んできた。そして帰国したクラークはイギリスのダービーを模範とした「ケンタッキーダービー」の創設と、それを含めた一連のレース体系の確立を提唱、今後10年以内にはケンタッキーダービーの優勝馬が今まで以上の値段で売れるようになると予言した。クラークは1874年にルイビルジョッキークラブ & ドライビングパーク協会を設立、320人の支持者から100ドルずつの出資を受けて資本金32,000ドルを集め、市の中心部から南に数マイルのところにある土地を建設地に選んだ。その土地はクラークの叔父であるジョンとヘンリーのチャーチル兄弟の所有地で、チャーチルダウンズの名前はそこに由来した。建設費用はことのほかかかり、グランドスタンドの建設費用が危ぶまれたが、地元の商人であるW・H・トーマスが融資してくれたことで建造することができた。
1875年の春に競馬場は完成し、5月17日に初の開催日を迎えた。初日に行われたケンタッキーダービー・ケンタッキーオークス・クラークハンデキャップはそれぞれイギリスのダービー・オークス・セントレジャーステークスを模したものであった。
しかし、クラークの運営は順風満帆ではなく、生じた損失をクラーク自身の財布から埋め合わせている状況であった。一部報道によれば、1893年の秋開催で生じた損失を埋めるために3800ドルを自費から投じたという。別の報道では、1894年春開催で8000ドルの赤字を出し、その責任をクラークが負ったという。また、クラークは自身の報酬11,000ドルを受け取らなかったとある。クラークはこの1894年春を最後に代表者を退いたが、1899年に自殺するまで依然として決裁委員を務めていた。
チャーチルダウンズの運営は以後も苦しかったものの、1902年にマット・ウィンが運営にかかわるようになると状況は好転し始めた。ウィンは廃場寸前であったチャーチルダウンズの買取りのために市民ファンドを組み、その競馬場代表者をルイビルの市長であるチャールズ・グレインジャーに任せ、自身は副支配人に就任した。ウィンの手腕は内外におよび、クラブハウスの改修や地元名士への支援の呼びかけのみならず、チャーチルダウンズに不利な開催日程を押し付けてくる同業他社が支配する競馬協会を離脱、新しい協会を組織してこれを叩き潰している。1908年にルイビル市長も兼任していたグレインジャーが政的な理由で攻撃され、ブックメーカー方式の賭事が禁止されると、ウィンはパリミュチュエル方式に切り替えて運営を続ける抜け穴を見出し、その運営を継続させた。この事件以後、アメリカ各地でブックメーカー方式が廃されて、パリミュチュエル方式が主流となっていった。
当時まだチャーチルダウンズは主流の競馬場ではなかったが、1911年にニューヨーク州で競馬開催が禁止されると、ウィンはマスコミを通じて大いに宣伝、以後徐々に東部の有力馬が揃い始めていった。1915年に牝馬のリグレットがケンタッキーダービーに優勝、これにより競馬場の名声が大きく広がった。
2022年より阪神競馬場と姉妹提携を結び、2025年より交換競走としてチャーチルダウンズカップ（GIII、2024年まではアーリントンカップ）が開催されている。
- 1875年 - 正式に開場。同じ年に第1回のケンタッキーダービー・ケンタッキーオークスが開催される[3]。
- 1902年 - チャールズ・グレインジャーが社長に、マット・ウィンは副社長に就任[3]。
- 1908年 - パリミュチュエル方式の導入。
- 1937年 - チャーチルダウンズの運営会社を株式会社化[3]。
- 1985年 - 芝コース創設[3]。
- 1988年 - 1991年、1994年、1998年、2000年、2006年、2010年、2011年、2018年にブリーダーズカップが開催されている。